# 남해 설흘산 봉수대
남해 설흘산 봉수대(南海 雪屹山 烽燧臺)는 대한민국 경상남도 남해군 남면에 위치한 설흘산(해발 490m)의 정상에 축조되어 있는 봉수대이다. 2003년 6월 12일 경상남도의 기념물 제247호로 지정되었다.

## 현지 안내문
설흘산 봉수대는 남해군 남면의 남단 해안가에 위치한 설흘산(해발 490m)의 정상에 축조되어 있다.
자연 암반을 기반으로 하여 석축한 것으로, 평면 형태는 원형이나 일부분은 각이 져 있다. 동쪽 부분은 비교적 완전하게 남아 있으나 서벽은 붕괴가 심한 편이다. 무너진 부분은 후대에 일부 개축되어 전체적인 구조는 정확하게 파악하기 어렵다. 그러나 동벽의 상태가 양호하므로 조선시대 봉수의 구조를 비교적 자세하게 파악할 수 있다고 판단된다.
이 봉수대는 동쪽에 위치한 남해 금산 봉수를 받아 내륙의 망운산, 혹은 순천 돌산도 봉수와 연결되는 것으로 보인다. 『신증 동국여지승람』에는 ‘소흘산(所訖山) 봉수’라는 기록으로 남아 있으나 지금은 설흘산(雪屹山)으로 불리고 있다. 석축의 상태가 양호한 것이 특징이다.

## 지정 사유
신증동국여지승람과 남해읍지 기록을 미루어 조선시대 축조된 것으로 추정되는 봉수대로서 남해금산, 전남 순천, 사천 곡산 등으로 연결되는 말각 방형 봉수대로 그 원형상태가 잘남아 있어 통신수단을 연구하는 중요한 학술 자료로 평가되므로 도기념물로 보존·관리하는 것이 타당하다고 사료된다.

## 같이 보기
- 남해 금산 봉수대